# NGC 2932
NGC 2932 is een groep sterren in het sterrenbeeld Zeilen. Het hemelobject werd op 3 maart 1837 ontdekt door de Britse astronoom John Herschel.

## Synoniemen
- ESO 261-**10